# 九州鉄道20形電車

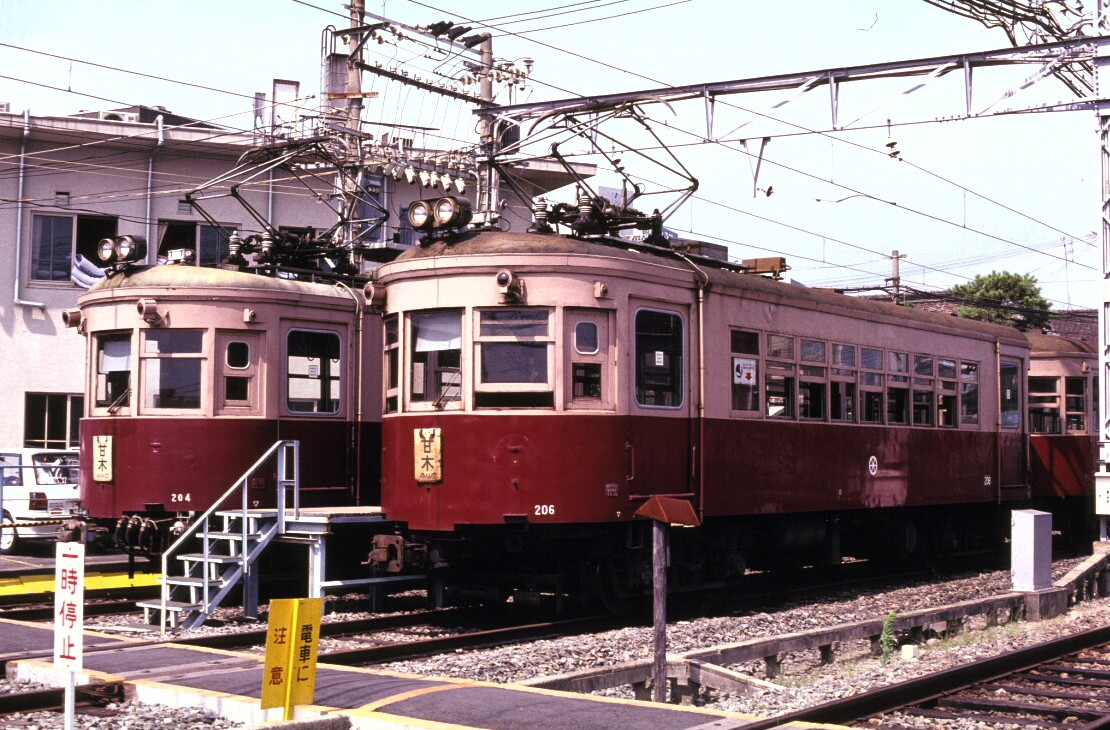
206と204（1987年）

九州鉄道20形電車（きゅうしゅうてつどう20がたでんしゃ）は、西日本鉄道（西鉄）の前身事業者の一つである九州鉄道が、1937年（昭和12年）から1941年（昭和16年）にかけて新製した電車である。
制御電動車は後年モ200形と形式を改め、西日本鉄道に継承されたのち、末期は甘木線専用車両として運行された。

## 概要
九州鉄道線（現・西鉄天神大牟田線）の大牟田までの全線開通に際して、普通列車用として1937年（昭和12年）から製造された。車体長さは13.6メートルに抑えられ、普通列車用として加速性能を保つため、車体は気動車の製造技術を取り入れた軽量構造となっているのが大きな特徴である。国鉄キハ07系に似た正面非貫通5枚窓の流線型の前面形状は当時の流行もあるにはあるが、むしろ気動車の設計思想が流用されているところに拠るところが大きい。
第二次世界大戦末期の昭和20年（1945年）8月8日午前に発生した筑紫駅列車空襲事件にて被害を受けた電車でもあった。

## 形式

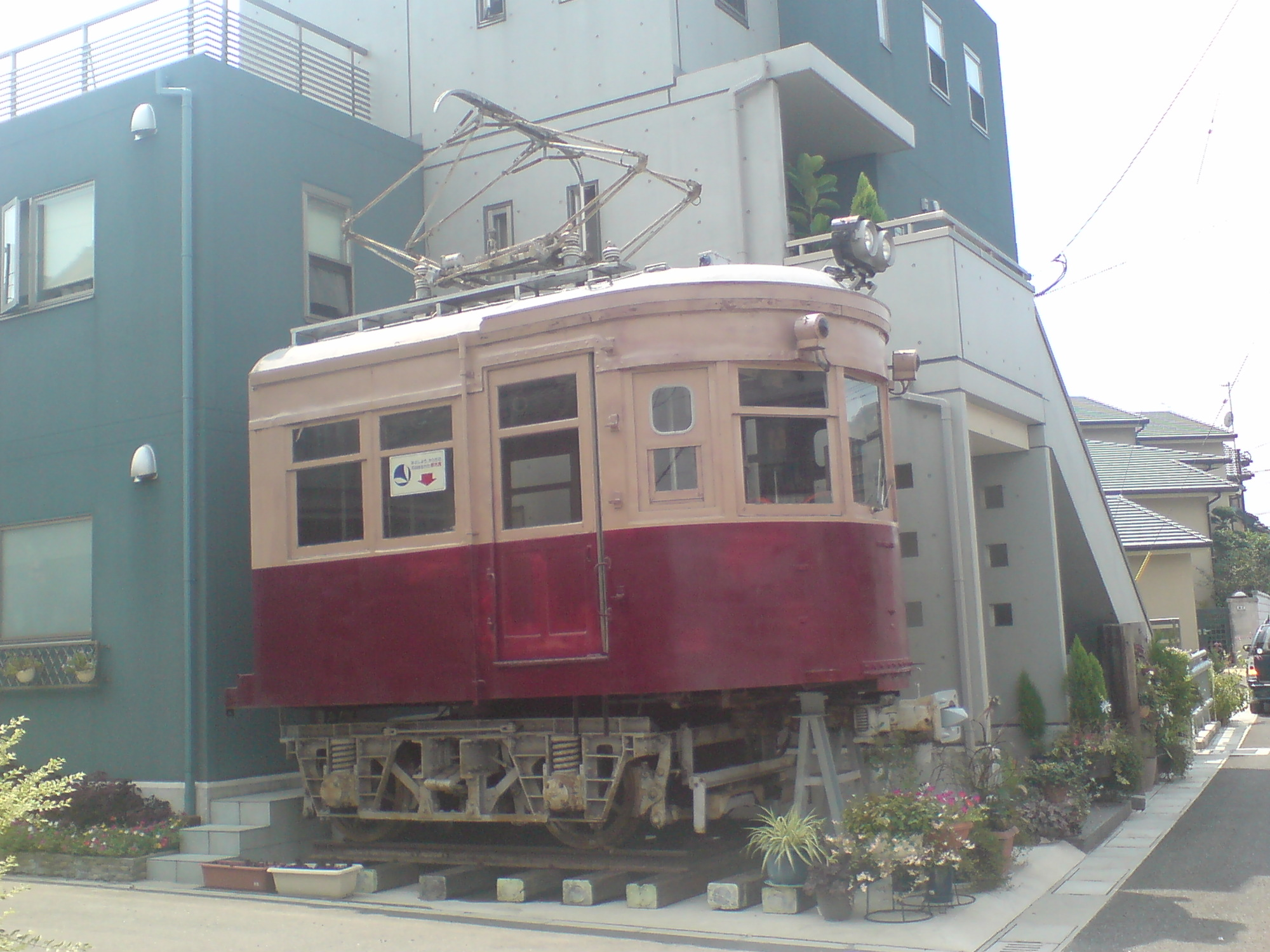
個人宅にて静態保存されている200形電車の前頭部

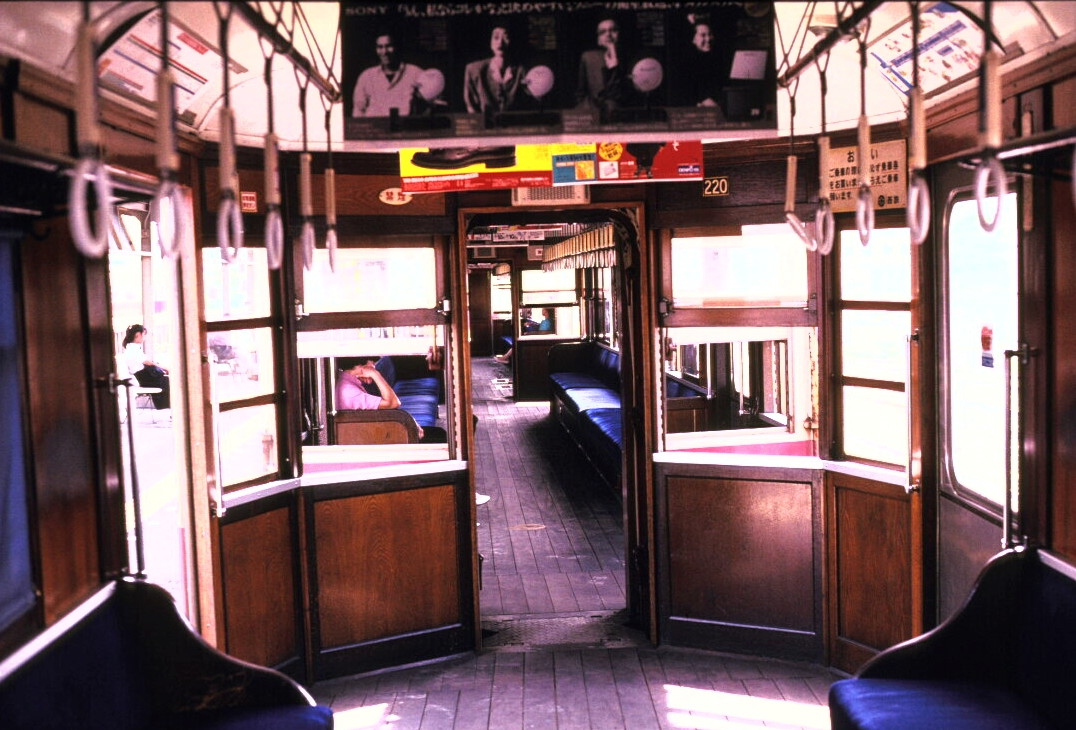
車内連結部

### モ20形（モ200形）
電動車。1937年（昭和12年）にモ21 - 30の10両が汽車製造東京支店で製造された。1940年（昭和15年）200形201 - 210に改番されたのち、翌1941年（昭和16年）にモ211 - 216が製造された。続いてモ217 - 220の4両を製造する予定であったが、電装品の不足から電装できず、制御車として製造された。
製造当初は両運転台であったが、1952年（昭和27年）以降、編成単位の大単位化により、順次片運転台化や中間電動車化、連結面の貫通化などが実施された。また、同時期にク250形が電装され、モ200形に編入された（後述）。

### ク250形・サ250形
ク250形は200形の制御車である。1941年にク251 - 260の10両が製造された。このうちク257 - 260はモ200形のうち4両が電装できずク250形となったものである。車体形状や車体長さはモ200形と同一である。
ク254・257 - 259は1952年から1955年（昭和30年）にかけて電動車モ200形に改造され、ク258→モ217、ク259→モ218、ク257→モ219、ク254→モ220となった。同時期に残りの6両は運転台を撤去して付随車サ250形に改造され、サ251 - 253・255・256・260となり、両端ともに貫通路が設けられた。

### ク60形・サ60形

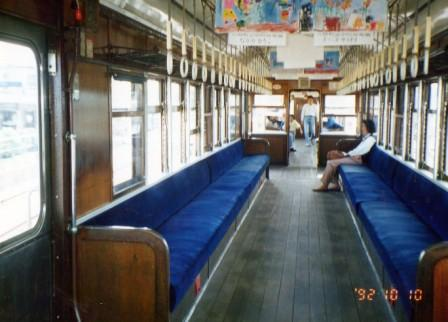
サ65の車内（1992年）

これは200形と編成を組んでいたが、もともとは200形とは全く別物の形式で、外観も大きく異なる。
もとは1934年（昭和9年）に日本車輌で製造された博多湾鉄道汽船（のちにJR香椎線）の気動車（ガソリンカー）キハ1 - 4である。博多湾鉄道汽船が九州鉄道ほかと合併して西鉄が発足したのち、1944年（昭和19年）に大川線に移り、キハ101 - 104と改番したが、大川線の休止により1947年（昭和22年）より大牟田線へ転入し、電車化され制御車（ク60形）、付随車（サ60形）となった。改造、改番の経緯は次の通りである。
キハ101 → ク64
キハ102 → サ65
キハ103 → サ62 → ク62
キハ104 → サ63 → ク63
（番号が62から始まっているのはク50形が61まで存在したため）。
車体は戦前の気動車にしばしば見られた前面4枚窓で、側窓配置は1D10D1、ゆるい丸妻前面を持つ箱型であった。車体形状は違うものの車体寸法は200形とほぼ同じであったため、200形と同一系列扱いで使用され、連結面の貫通化も実施された。台車は100形から流用した弓形ボールドウィンに交換されていた。同型車に大分交通キハ100形、幅を若干狭め、前面2枚窓とした瀬戸電気鉄道キハ100形→名鉄ク2200形が存在した。

## 運用とその後

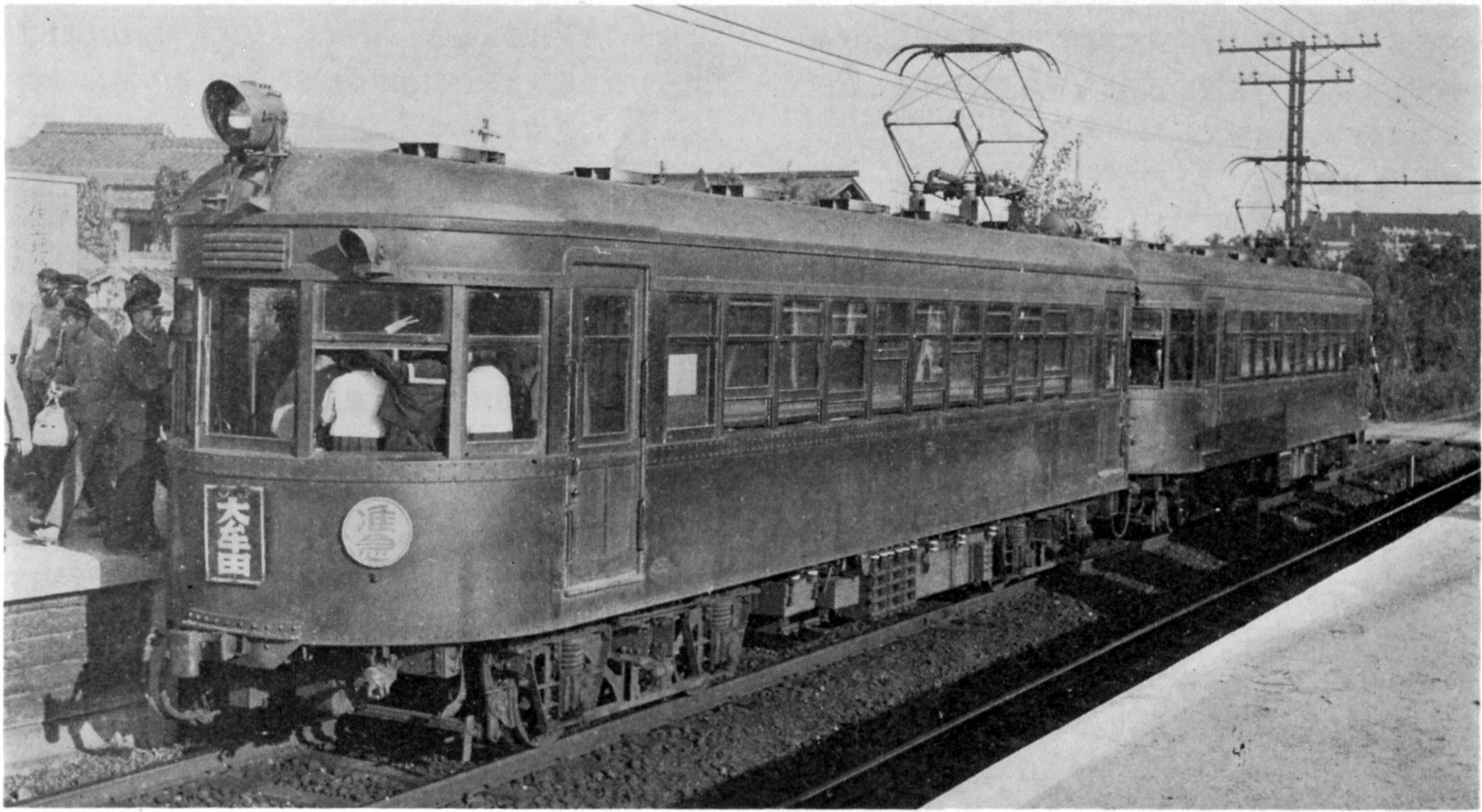
1940年(昭和15年)10月、春日原駅にて

製造当初は福岡 - 大牟田間で使用された。1945年（昭和20年）8月8日、宮の陣駅付近と筑紫駅の二箇所において、それぞれ200形の列車が米軍機の機銃掃射を受け、前者は数名の乗客が死傷し、後者は同じ現場の他の列車と合わせて64名が死亡、100人強が負傷した（筑紫駅列車空襲事件）。戦後の1948年（昭和23年）から1,500Vに昇圧された甘木線でも使用されるようになった。
1950年（昭和25年）に2両固定編成化が実施されたのち、1952年から1955年にかけて3両固定編成、2両固定編成各4本、増結用予備車4両（209・211・217・220）の体制となった。これにより形式の項で述べた改造が実施されている。増結予備車4両ものちに他の編成と固定編成を組み、最終的には4両編成3本、3両編成4本、2両編成3本となった。
車体長が短いことから輸送力不足をきたし、1969年（昭和44年）以降、橋梁の重量制限があった甘木線専用となり、甘木線系統の乗り入れ区間（原則として宮の陣駅 - 花畑駅間、朝ラッシュ時のみ花畑以南の大善寺駅まで）を除いて大牟田線では使用されなくなった。その後、前照灯のシールドビーム化、一部車両で外板の張替え・扉拡幅の改造が行われた。
その後も甘木線では長期にわたって使用されたが、1989年（平成元年）、甘木線の線路改良が実施されたことで600形に置き換えられ、4月29日にさよなら運転を行った後216編成を残し廃車となった。216編成は動態保存の形で残され、主に10月の甘木線の臨時電車コスモス号に運用されたが、1993年（平成5年）に廃車解体された。
本形式唯一の現存車として、モ211の前頭部が個人により保存されている。

## 編成

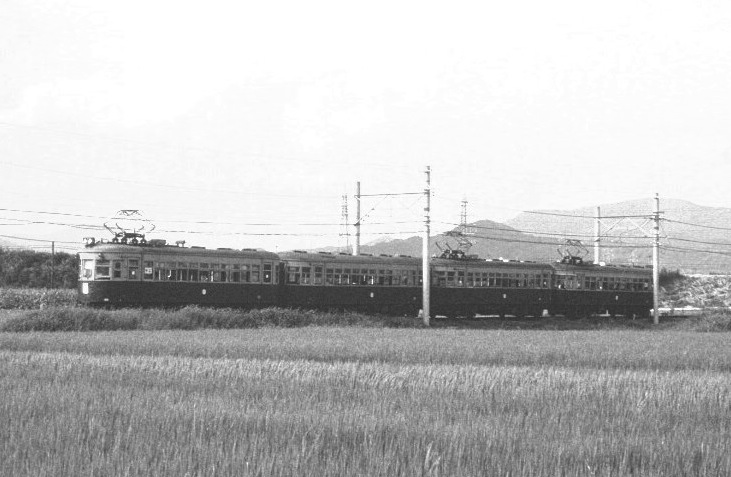
4両編成
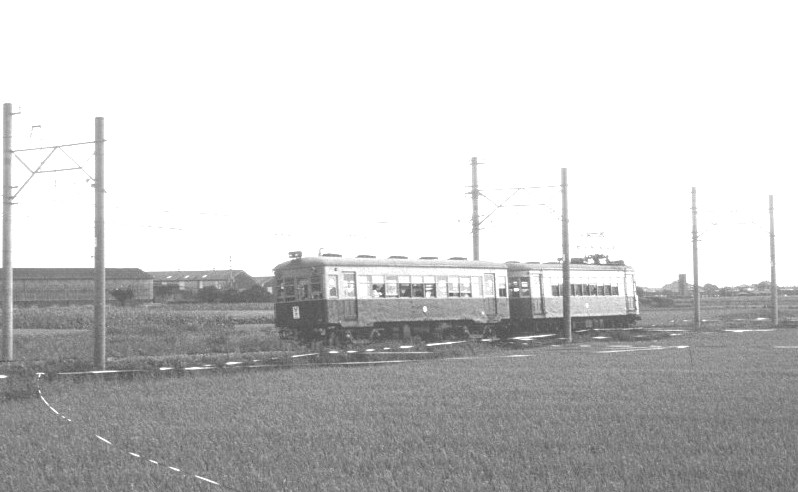
2両編成。左はク60形
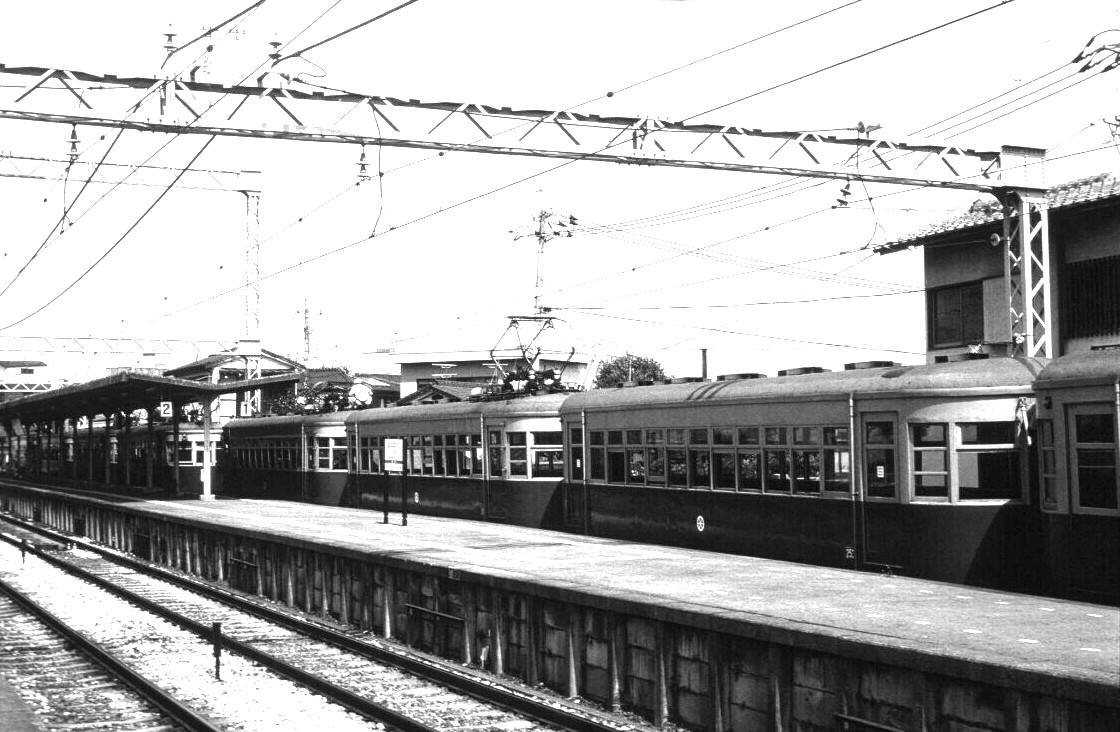
留置中

※廃車直前のもの。
| ← 大牟田西鉄福岡・太宰府・西鉄甘木 → |     |     |     |
| cM                                   | Tc  |     |     |
| 204                                  | 62  |     |     |
| 210                                  | 63  |     |     |
| 212                                  | 64  |     |     |
| cM                                   | T   | Mc  |     |
| 205                                  | 256 | 208 |     |
| 206                                  | 255 | 218 |     |
| 215                                  | 260 | 219 |     |
| 216                                  | 65  | 220 |     |
| cM                                   | M   | T   | Mc  |
| 209                                  | 201 | 252 | 207 |
| 211                                  | 203 | 251 | 201 |
| cM                                   | T   | M   | Mc  |
| 213                                  | 253 | 214 | 217 |

- 4両編成
- 2両編成。左はク60形
- 留置中